# イリヤ・ズダネーヴィチ
イリヤ・ミハイロヴィチ・ズダネーヴィチ（ロシア語: Илья́ Миха́йлович Здане́вич,グルジア語: ილია მიხაილოვიჩ ზდანევიჩი,英語: Ilia Mikhailovich Zdanevich、1894年グレゴリオ暦4月21日、ユリウス暦4月9日 - 1975年12月25日）は、20世紀初頭のロシア未来派（ロシア・アヴァンギャルドの一派）に属するロシア、ソ連の詩人、作家。ロシア革命直後のグルジア（現ジョージア）で、未来派集団「41°」を組織し、クルチョーヌィフ、テレンチェフらとともに活動。のち、1919年に出国し、パリに定住し、ダダのような前衛的な芸術活動を行った。

## 生涯
ロシア帝国統治下のグルジア（現ジョージア）のチフリス（現トビリシ）に生まれる。父はポーランド人で、ギムナジウムのフランス語教師であったミハイル・アンドレエヴィチ・ズダネーヴィチ、母はグルジア人で、チャイコフスキー門下のピアニストであったバレンチナ・キリロフナ（旧姓ガムクレリゼ）。 また、兄キリル・ズダネーヴィチものちに著名な画家、美術評論家となった。

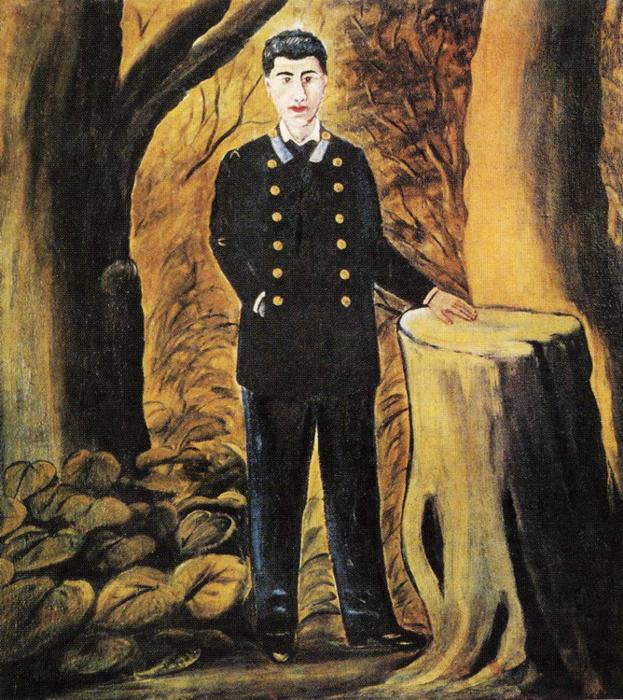
ニコ・ピロスマニ『イリヤ・ズダネーヴィチの肖像』（1913）

1911年、チフリスの第一ギムナジウムを金メダルで卒業ののち、サンクト・ペテルブルク大学の法学部で学ぶ。 1912年、チフリスでの休暇中に、グルジアの画家ニコ・ピロスマニ（ピロスマナシヴィリ）の作品を初めて見たキリルとイリヤの兄弟は、忽ちその才能に打たれ、友人のミハイル・ル＝ダンチュらと共に、貧しく無名のピロスマニを世に知らしめるための活動を始め、精力的に作品蒐集を始めた。ズダネーヴィチは、画家に関する記事「天性の画家 художник-сомородок」を、1913年2月13日に雑誌『ザカフカース・レーチ』に発表。ピロスマニの4枚の作品は、1913年3月24日の「標的」展で、ナターリア・ゴンチャローワ、ミハイル・ラリオーノフ、ル=ダンチュの作品とともに初めて展示された。1913年の後半、ズダネーヴィチはゴンチャローワとラリオーノフのモノグラフを、エリ・エガンビュリ（ロシア語：Эли Эганбюри）の名前で発表。1914年6月、雑誌『ヴォストーク』は彼の記事「ニコ・ピロスマナシヴィリ」を掲載。この記事のなかで、彼は「銀の時代」やロシア・アヴァンギャルドと結びつけて、素朴で古風な画家の伝記を神話化した。この価値判断は、一般大衆と芸術コミュニティの双方を結び付ける発見であったとされている。
また、ズダネーヴィチは、新しい未来派運動に参加し、彼らの議論に参加し、ロシアのマスコミでそれらとマリネッティについて書き、ザーウミやダダイズムなどの他の前衛的な運動にも関心を持った。1913年11月には、ズダネーヴィチは、自分を新しい詩的で芸術的な方向の創始者であると宣言し、さらに、すべての既存のスタイルとジャンルの普遍性と統合を主張した。
革命前の時期に、ラリオーノフと共に、「ダー・マニフェスト」、「僕らはなぜ顔に色を塗るのか」を公表する。1914年、サンクト・ペテルブルクにおいて、未来派文学団体「遠心分離器」のマニフェスト作成に参加。同年、彼はモスクワへの彼の最初の訪問に際してマリネッティに会った。 以前から、ズダネーヴィチとマリネッティは文通していた。 同年、特定の単語や概念に注目を集めるために、非対称の活版印刷のオフセットを使用して、いくつかの未来的な小冊子やポスターをデザインした。

第一次世界大戦中、ズダネーヴィチはペトログラードでの勉強を続けることができたが、戦争特派員としてコーカサスに戻り、一方では、グルジアの教会の建築にも取り組んだ。1915年から1917年まで彼はペトログラードの新聞『レーチ』とイギリスの新聞の戦争特派員として働いた。そこで彼はモーガン・フィリップス・プライスに出会い、彼らは1973年にプライスが死ぬまで交友を続けた。1916年に、ズダネーヴィチ兄弟はチフリスの両親の家でピロスマニの作品の全体像とコレクションを整理した。同年、雑誌『無血殺人』の出版に参加。 1917年5月、チフリス考古学協会の遠征に参加し、トルコの領土にある古代グルジア文化のモニュメントについて説明した。その後、トルコ軍はロシア軍に占領された。彼はペトログラードを出発してチフリスに向かい、その後、タカイシュビリの招待により、トビリシ大学の歴史・民族学協会からの寄付で組織された遠征に参加した（アーティストのラド・グディアシュビリ、ミハイル・キアウレリ、ディト・シェヴァルナゼおよびエンジニアA. カルギンも参加）。1917年に彼は、芸術家、画家、作家を結びつける「芸術省」の創設を図るA.ベノワの考えに反対する協会「芸術の自由」を組織した。これには、N.アリトマン、L.ブルーニ、V.ヴォイノフ、V.エルモラーエフ、N.プーニンらの支持を得た。

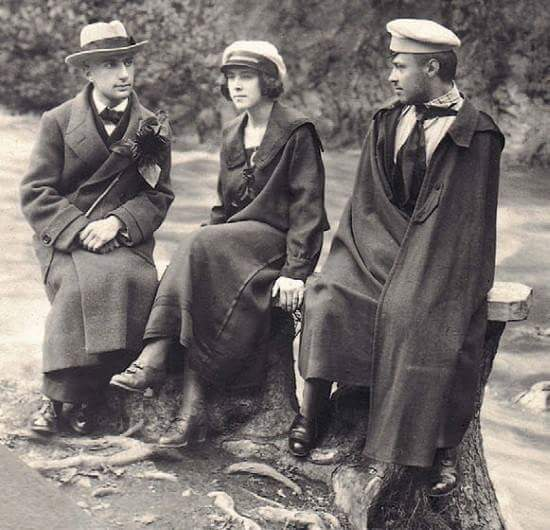
イリヤ・ズダネーヴィチ（左）、チフリス（現トビリシ)、1919年

1917年の遠征の終わりから1919年まで、ズダネーヴィチは両親と一緒にチフリスのドミトリーバクラツェ通りに住んでいた。1918年、グルジアの独立宣言の後、彼はチフリスに戻り、そこで、ロシアの前衛的な作品を発表したシンディカットの印刷所でタイポグラファーの技術を学んだ。 同年、クルチョーヌィフと未来派のグループ「41°」に参加した。1919年に、筆名イリアズド Iliazdを使い始めた。ザーウミ詩は、アレクセイ・クルチョーヌィフとヴェリミール・フレーブニコフによって発明されたものだが、ズダネーヴィチは、この芸術言語を用いてこの時期に3つの作品（『アルバニア王ヤンコ』、『イースター島』、『ズガのような』）を書いた。
ズダネーヴィチはチフリスを出てバトゥーム（現バトゥミ）に行き、1920年10月、フランスの新しい芸術潮流を調査することを目的に出国した。 フランスのビザを取得するため1年間コンスタンティノープルで過ごした後、1921年10月にパリに到着し、最初はラリオーノフの許に身を寄せた。やがて、S.ロモフやA.ジンジャーといった他の芸術家らとともに、亡命者やソ連に暮らしていたことのあるロシア詩人や画家たちとフランス文化を代表する者たちの交流を目的としたグループ「横断 Через」を組織した。彼はダダイストやシュルレアリスト（ポール・エリュアール、トリスタン・ツァラ、ジャン・コクトー、ロベール・ドローネー、ソニア・ドローネー、セルジュ・シャルシューヌ）とも親しくなった。
1923年に小説『パリジャン』を執筆開始。ブローニュの森で一緒に食事をすることにした4組のカップルについての物語である。2時間半の間に（各章には正確な時刻（11.51から14.09まで）が章題として付されている）、彼ら全員が互いに裏切り、小説自体があらゆる種類の正書法、句読法、および構成の規則を破ることとなる。ズダネーヴィチは1926年までこの「超フォルマリスト」小説（彼は「目録」と説明した）に取り組んだ。
1923年に、ズダネーヴィチとトリスタン・ツァラが参加した「ひげの生えた心臓の夕べ」のためにズダネーヴィチが制作したポスターは、前衛的なタイポグラフィとグラフィックデザインの例として広く知られている。1925年のパリ万国博覧会では、ズダネーヴィチはソビエト展示場に協力した。
1927年から彼はブラックベルエアの会社で繊維製図工として働いたが、この会社は1928年3月1日にシャネルへと引き継がれた。ズダネーヴィチは、パリ近郊のアニエール郊外の工場で働き、1931年5月1日からこの工場の所長に就任し、1933年から1937年までこの会社の所長を務めた。 1928年7月15日以来、彼はパリ郊外のサノワで暮らした。
彼の2番目の小説、『歓喜』は縮小版で1930年に発表されたが、当時は全く評価されなかった。神秘的なグルジアの土地の山岳民の世界を舞台に、表面上は犯罪小説の姿をしているが、実は世界文学への示唆に満ちたロシア・アヴァンギャルドの物語化された歴史であり、マジック・リアリズムを先取りしているともいえる。『歓喜』の言語は革新的で詩的であり、スラヴ派のミリヴォヘ・ジョバノヴィチはそれを「ロシア・アヴァンギャルドが目指していた極致」と呼んだ。
1940年代には、41°出版社が再編成された。
パリでは、彼の詩集が3冊出版された。ミハイル・ル＝ダンチュの記憶に捧げられた『前照灯リダンチュ』（1923）、『手紙』（1948）、『アフェト』（1949）である。『手紙』は、60部、縮小版で出版された。ズダネーヴィチは1部をアンリ・マティスに送り、テキストの解説を求めた。また、ある情報によると、パブロ・ピカソによる『手紙』のイラストが存在するとのことである。
パリでの生活の最後の40年間、ズダネーヴィチはさまざまな分野で活躍していた。彼は教会の高さの分析を行い、シャネルの生地を作成し、とりわけピカソ、マックス・エルンスト、ジョアン・ミロなどとのコラボレーションによる画集の作成に専念した。

## 私生活
ズダネーヴィチは3回結婚した。彼の最初の妻、モデルであったアクセル・ブロカールとの間には2人の子供がいた。1927年、彼らの最初の娘ミシェルが生まれ、ココ・シャネルが彼女の名付け親となった。彼らの結婚は1939年に解消された。
彼の2番目の妻は、ナイジェリアの王女イビロンケ・アキンセモインで、1940年に結婚した。彼らにはシャルヴァという息子がいた。1943年、イビロンケは占領当局によって収容所に収容された。1945年に釈放された後、彼女は病気になり、死去した。
最後の妻は陶芸家エレーヌ・デュアルメアで、1968年に結婚した。人生の最後の数年間、妻からの影響もあって、陶器を取り扱った。ズダネーヴィチは、パリで、1975年のクリスマスに死去した。彼はフランス・エソンヌ県のルヴィーユ・シュル・オルジュの、ルヴィーユ墓地のグルジア人墓所に埋葬された。

## 死後
ズダネーヴィチの革新的な活版印刷とデザインの作品は、ニューヨーク公立図書館、ニューヨーク近代美術館、モントリオールギャラリーで観ることができる。
妻エレーヌは夫の遺産を保存し、展覧会や出版物を企画した。1976年に、芸術家を記念した展覧会が1978年にパリ市の近代美術館で、1987年に国立近代美術館で、ニューヨークの近代美術館で開催された。さらに、彼女は夫の遺志を継いで、故郷のトビリシでの彼の作品の展示を実現させた。1989年にジョージア州立美術館で開催された兄キリルの作品との共同展覧会の終わりに、エレーヌは美術館に本、原稿、手紙、ポスター、写真などの多くの展示品を寄付した。これらの展覧会の多くのカタログが存在し、彼の人生と作品に関するかなり詳細な情報が掲載されている。
エレーヌの先導により、さまざまな国の文化人を構成員とする「イリアズド＝クラブ」がパリで結成された。また、トビリシの街路には、ズダネーヴィチ兄弟にちなんで名付けられた「ズダネーヴィチ兄弟通り」がある。

## 41°の事業
「41°」は、1918年の初めに、詩人のクルチョーヌィフ、イリヤ・ズダネーヴィチ、画家キリル・ズダネーヴィチ、そして演劇人テレンチェフによりチフリス（現トビリシ）で形成された前衛的な未来派の団体。 グループは解散後1920年まで存在していたが、それにもかかわらず、以前のメンバーの本は同じ41°出版マークの下で出版され続けた。
1917年の秋にチフリスで形成された「未来派シンジケート」という団体があった。クルチョーヌイフ、イリヤ・ズダネーヴィチ、キリル・ズダネーヴィチ、N.チェルナフスキー、V.グディアシュビリ、K.ダルビッシュ、S.ヴァリシェフスキーが構成員であった。広範な宣伝活動、公開講義と討論、活発な出版活動を計画したが、ほんの数か月しか続かなかった。1918年の初めに、「未来派シンジケート」の構成員の中から新たな団体「41°」が形成された。イリヤ・ズダネーヴィチは、グループの名前を数字41の神秘的な意味に関連付けた。緯度41度には、ナポリ、北京、コンスタンチノープル、マドリード、ニューヨーク、そして最も重要なチフリスがある。また、41日目というのは、イリヤ・ズダネーヴィチが読者に想起させたように、イエス・キリストがサタンと40日間砂漠で過ごしたのち、世界に帰還した日のことである。 
「41°」の参加者たちは、自分たちを左派未来派の旗手と呼んだ。つまり、未来派の中の精鋭を意味した。この新しい団体は社会政治的問題には触れず、立体未来派の反抗的な外的行動の特徴を放棄し、文学作品上の劇的効果にすべての努力を集中した。クルチョーヌィフ、 テレンチェフ、イリヤ・ズダネーヴィチは、3人の白痴による皮肉なデュエットと呼ばれていた。 1919年、「41°」と呼ばれる唯一の新聞が発行され、グループのマニフェストが発行された。グループのメンバーは、「幻想酒場」と呼ばれるチフリスの芸術的なサロンの一つで、夕べ、会議、ディスカッション、講義を積極的に公開し、組織した。1920年10月、イリヤ・ズダネーヴィチの辞任により、グループは崩壊した。しかし、41°グループは、ソ連（ロシア語圏）の前衛の歴史に顕著な痕跡を残し、1918年から20年のチフリス＝ルネッサンスの最も印象的な象徴の1つとなった。
1919年に、グループのマニフェストが、「41°新聞」の最初で唯一の号に発表された。 イリヤ・ズダネーヴィチ、アレクセイ・クルチョーヌイフ、イーゴリ・テレンチエフ、N.チェルナフスキーによって署名されたこのマニフェストは、以下のとおりである。
- 41°カンパニーは左派未来派を統合し、芸術の実現の必須形式としてザーウミを承認する。
- 41°の課題は、構成員のすばらしい発見をすべて活用し、世界を新しい軸に置くことにある。
- 新聞はカンパニーの人生の出来事の波止場となり、絶えざる不安の原因となるであろう。
- 腕まくりをして、気合を入れよう。

1940年代には、41°出版社が再編成された。 41°出版社の後援の下で、ズダネーヴィチは少部数の愛書家のための本を出版し、本のアイデアとデザインを一般的な構成から技術の細部に至るまで入念に作り上げた。この期間に刊行されたものとしては、ロシアとフランスの「ザーウミ」詩のアンソロジー『未知の言葉の詩』（1949年）、パブロ・ピカソによるイラスト付きのズダネーヴィチ自身の詩集『アフェト』（1940年）、レオポルド・シェルヴァージュの装丁による『ラヘル』（1941）、ピカソ（1948）による版画付きの『手紙』、ジョルジュ・ブラックとアルベルト・ジャコメッティによるイラストが使用された『無言の宣告』（1961年）、ジョルジュ・リブモン＝デセーヌのデザインによる『鏡の中のブストロフェドン』（1971年）などがある。

## 創作活動
ズダネーヴィチは、ピカソ、ブラック、ジャコメッティ、マティス、アンドレ・ドラン、フェルナン・レジェ、マルク・シャガールと共同制作を行った。
また、ザーウミ詩の数々の詩集の作者である。ズダネーヴィチの手による、ザーウミとロシア語との混合で書かれた五部作の戯曲『五つの芝居 Питёрка дейстф』は、印刷版では、ロシア語のテキストが規範的な正書法の規則をわざと遵守せずに組版されている。
小説の作者でもある。『パリジャン』は、1923年に執筆され、1994年に出版された。1929年に執筆された『哲学』は、原稿から復元され、2008年に出版された。小説『歓喜』は1930年に出版された。1920年代後半、ズダネーヴィチは未来派から離れ、この時代の2つの小説は完全に伝統的なスタイルに回帰している。『モルガン・フィリップス・プライスへの手紙』は、独立した作品として考案されたが、予定された7つのうち5つの手紙を書いたところで未完に終わった。
ズダネーヴィチの本の挿画はラウル・ハウスマン、ポール・エリュアールなどが担当した。
また、ズダネーヴィチは、ハギア・ソフィア大聖堂について、かなりの量の原稿を書いている。
第二次世界大戦中、彼は100編のソネット（現存しているのは73編）からなる長詩を書いた。さらに、1971年、ズダネーヴィチはフランス語で書かれた回文形式の連作詩『鏡の中のブストロフェドン』を作成した。この連作詩は回想録ともなっており、ズダネーヴィチは、ピロスマニ（ピロスマナシヴィリ）を含め、彼が過去の人生で付き合いのあった人々について書いている。連作の最後の詩は「絵描きニコライ」への呼びかけで終わり、グルジアの画家を、自らの山や森、失われた大胆さであると評する。

## 主な作品

### 著作
- ナターリヤ・ゴンチャロワ――ミハイル・ラリオーノフ Наталия Гончарова. Михаил Ларионов （モスクワ、1913年）[注釈 3]
- アルバニア王ヤンコ Янко крУль албАнскай （チフリス(現トビリシ)、1918年）
- レンタルろば асЁл напракАт （チフリス、1918年）
- イースター島 Остраф пАсхи （チフリス、1919年）
- ズガのような згА Якабы （チフリス、1920年）
- 前照灯リダンチュ лидантЮ фАрам （パリ、1923年）
- 死後の作品 Посмертные труды（1928年執筆）（一部が「Новый журнал」168-171号、1987-88年に転載された）[注釈 4]
- 歓喜 Восхищение （パリ、1930年）[注釈 5]
- アフェト――76のソネット Афет: Семьдесят шесть сонетов （パリ、1940年）
- ラヘル Rahel （パリ、1941年）
- 手紙 Письмо （パリ、1948年）
- 無言の宣告 Sentence sans paroles （パリ、1961年）
- 鏡の中のブストロフェドン Boustrophédon au Miroir （パリ、1971年）
- ピロスマナシヴィリ――1914年 Pirosmanachvili 1914 （パリ、1972年）

### アンソロジー
- 未知の言葉の詩 Poésie de mots inconnus （パリ、1949年、詩：アキンセモイン、アルベール・ビロー、ジャン・アルプ、アントナン・アルトー、オーディベルティ、フーゴ・バルなど（イリアズド選）／挿画：アルプ、ブラック、カミーユ・ブライアン、シャガール、オスカル・ドミンゲス、セルジュ・フェラなど）

### 編集作品
- アドリエン・ド・モンリュック『痩せた女 La Maigre』パリ、1952年、挿画：パブロ・ピカソ）
- ジャン＝フランソワ・ド・ボワシエール『バレエ概論 Traité du ballet』（パリ、1953年、挿画：マリー＝ロール・ド・ノアイユ）
- ルネ・ボルディエ『北部と寒冷地域の物語 Récits du Nord et Régions Froide』（パリ、1956年、挿画：カミーユ・ブライアン）
- ロシュ・グレイ『真夜中の馬 Chevaux de Minuit』（パリ、1956年、挿画：パブロ・ピカソ）
- ルシアン・シュレー『不可侵の航跡 Sillage Intangible』（パリ、1958年、挿画：パブロ・ピカソ）
- 匿名作者『托鉢修道僧あるいは知識の書 Le Frère Mendiant o Libro del Conocimiento』（パリ、1959年、挿画：パブロ・ピカソ）
- アンドレ・デュ・ブーシェ『延期 Ajournement』（パリ、1960年、挿画：ジャック・ヴィヨン）
- ラウル・ハウスマン『詩と森 Poèmes et Bois』（パリ、1961年、挿画：ラウル・ハウスマン）
- アルベルト・ジャコメッティ『高名なオリバンダルの12の肖像 Douze Portraits du Célèbre Orbandale』（パリ、1962年）
- ギヨーム・テンペル『65のマクシミリアーナ、あるいは天文学の違法な実践 65 Maximiliana ou l'exercice illégal de l'astronomie』（パリ、1964年、挿画：マックス・エルンスト）
- ポール・エリュアール『疑惑 Un Soupçon』（パリ、1965年、挿画：ミシェル・ギノー）

### 作品集
- 作品集第一巻：パリジャン：目録 Собрание сочинений в пяти томах. Т. 1. Парижачьи: Опись （デュッセルドルフ、1994年、テキスト準備と序文： R.ゲイロ）
- 作品集第二巻：歓喜：小説 Собрание сочинений в пяти томах. Т. 2. Восхищение: Роман （デュッセルドルフ、1995年、序文： R.ゲイロ）